# Trois sœurs jumelles
Trois sœurs jumelles (시화몽, Shi hwa mong) est un sunjung manhwa de Lee Jong-eun édité en Corée du Sud par Seoul cultural Publishers et en français par Saphira pour les 10 premiers puis par les éditions Samji. En Corée du Sud et en France, 12 volumes sont sortis.

## Histoire
Shi, Hwa et Mong sont des triplées séparées depuis l’âge de 7 ans à la suite de la mort de leur mère.
Ainsi Shi vit aux États-Unis, Mong (Yume) au Japon et Hwa reste en Corée du Sud.
Neuf ans plus tard, Shi et Mong décident de retourner trouver leur dernière sœur en Corée et pour y découvrir ensemble la raison de leur séparation ainsi que leur racine.

## Les trois sœurs
You Shi : l’aînée des sœurs. La sœur qui adore le catch et surdouée (elle a sauté 3 classes) est aussi une hackeuse de génie. Elle a toujours des « idoles » pour se motiver. Elle habitait aux États-Unis chez des amis à son père.
You Mong : la benjamine. Celle qui aime tout ce qui est mignon, et qui mine de rien montre des aptitudes terrifiantes au combat. C’est au Japon qu’elle a vécu la majeure partie de sa vie, elle est celle qui a le plus souffert de la séparation avec ses sœurs. Elle a eu une vie plutôt mouvementée au Japon rythmée avec la joie mais surtout la tristesse. Elle est très amoureuse de Ritsuki, un jeune garçon avec qui elle vivait au Japon.
You Hwa : la cadette. Celle qui parait être une fille normale au premier abord mais a des crises de colères très véhémentes qu’elle ne peut contrôler qu’avec un rituel (elle est très impulsive, il lui arrive de perdre les trois notions : la compassion, la peur, la dignité). C’est la seule qui est restée en Corée du Sud et qui a souffert de la disparition de sa grand-mère paternelle.

## Les autres personnages principaux
- You Shin : Le père des triplées. Anéanti par la mort de sa femme et incapable de s’occuper de ses filles, il décida de confier ses filles Shi et Mong à des amis. Il garda avec lui Hwa en se faisant passer pour un ami de la famille sous le nom de Euntae.
- Jang Robin : Le camarade de classe de Hwa. C’est un super garçon au teint clair très populaire. Il traîne toujours avec son neveu Philip qui a le même âge que lui.
- Jang Philip : Le neveu de Philip. Contrairement à Robin, Philip a le teint foncé, il est surnommé la boule no 8. C’est un garçon sportif, il pratique le roller blade.
- Mizuhura Ritzuki : L’amoureux de Mong. C’est un beau jeune homme japonais qui est l’héritier d'un clan très puissant.